# Free State Stadium
Free State Stadium je víceúčelový stadion sloužící zejména pro fotbal a ragby v Bloemfonteinu. Pojme 48 000 diváků. Kromě toho stadion slouží jako kulturní zařízení s možností pořádání koncertů. Tento stadion využívá při koncertních turné mnoho zpěváků a hudebníků. Stadion je domovem ragbyových týmů Cheetahs a Free State Cheetahs a Blue Bulls a fotbalového klubu Bloemfontein Celtic FC.
Stadion byl slavnostně otevřen v roce 1952. Prošel úplnou přestavbou v roce 1995 při příležitosti mistrovství světa v ragby, který hostil v roce 1995. Další velkou přestavbou prošel před Mistrovství světa ve fotbale 2010, Práce začaly v červenci 2007 a jejich dokončení proběhlo v září 2008. Byla přidána druhé patro k hlavní tribuně na západní straně hřiště, čímž se zvýšila jeho celková kapacita z 36 538 na 45 058 diváků, což byla kapacita potřebná pro stadiony v 1. a 2. kole zápasů v mistrovství. Kromě toho bylo instalováno nové osvětlení, elektronické panely, zvukový systém byl obnoven na požadované standardy a bylo vybaveno větší zařízení pro mediální komunikace se zlepšením jeho zařízení.
Stadion hostil i další několik mistrovství. Konalo se zde Africký pohár národů 1996, Konfederační pohár FIFA 2009 a Africké mistrovství národů 
v roce 2014.